# Marcin Jaros
Marcin Jaros (* 27. Februar 1981 in Oświęcim) ist ein polnischer Eishockeyspieler, der seit 2017 bei Naprzód Janów in der Ekstraliga unter Vertrag steht.

## Karriere
Marcin Jaros begann seine Karriere als Eishockeyspieler in der Nachwuchsabteilung von Aksam Unia Oświęcim. Für den Klub aus seiner Geburtsstadt debütierte er 2000 in der polnischen Ekstraliga. 2001, 2002, 2003 und 2004 wurde er mit dem Klub polnischer Meister und 2003 auch Pokalsieger. 2007 wechselte er zum Ligakonkurrenten Zagłębie Sosnowiec. Während der Spielzeit 2010/11 kehrte er zu seinem Stammverein zurück und spielte dort bis Anfang 2015, ehe er zum KS Cracovia wechselte, wo er die Saison beendete. Anschließend zog es ihn erneut nach Sosnowiec, wo er zwei Jahre auf dem Eis stand. Dabei musste er nach dem Abstieg 2016 das zweite Jahr in der zweitklassigen I liga verbringen. Seit 2017 spielt er für den Kattowitzer Stadtteilklub Naprzód Janów wieder in der Ekstraliga.

### International
Für Polen nahm Jaros im Juniorenbereich zunächst an der U18-B-Europameisterschaft 1998 und der U18-Weltmeisterschaft 1999 teil. Mit der polnischen U20-Auswahl spielte er bei der U20-B-Weltmeisterschaft 2000 sowie der U20-Weltmeisterschaft der Division 2001.
Im Seniorenbereich stand er im Aufgebot seines Landes bei den Weltmeisterschaften der Division I 2005, 2007 und 2008. Zudem stand er bei den Qualifikationsturnieren für die Olympischen Winterspiele 2006 in Turin und 2010 in Vancouver auf dem Eis.

## Erfolge und Auszeichnungen
- 2001 Polnischer Meister mit Aksam Unia Oświęcim
- 2002 Polnischer Meister mit Aksam Unia Oświęcim
- 2003 Polnischer Meister und Pokalsieger mit Aksam Unia Oświęcim
- 2004 Polnischer Meister mit Aksam Unia Oświęcim

## Ekstraliga-Statistik
(Stand: Ende der Spielzeit 2017/18)